# Arxiu judicial

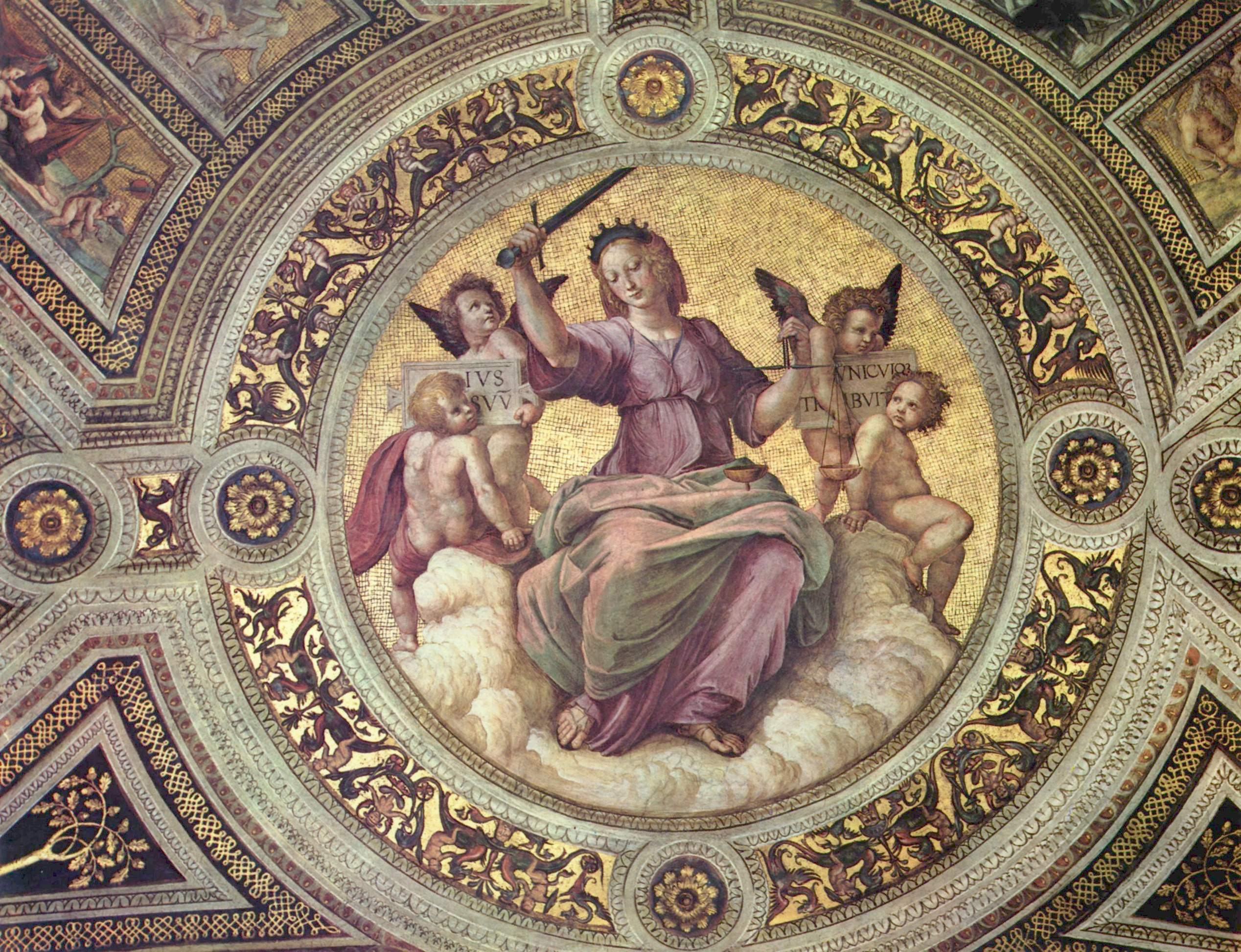
Al·legoria de la justícia

Els diccionaris a l'ús de terminologia arxivística no tenen una veu específica per a arxiu judicial. Tan sols a la Gran Enciclopèdia Catalana s'hi fa referència a aquests mots, entre els diferents significats de la paraula arxiu, de la següent manera: “conjunt de la documentació produïda per l'administració de justícia civil i criminal”. Probablement ni el "Diccionario de Terminología Archivística", ni el "Dictionnaire des archives", no inclouen aquesta veu de forma específica perquè inclouen aquest concepte dins d'altres de més generals com Arxiu, Arxius de l'administració local o arxiu públic. Si ens fixem, per exemple, en aquest darrer concepte, el "Diccionario de Terminología Archivística" diu el següent: Conjunto orgánico de documentos producidos y/o recibidos en el ejercio de sus funciones por las personas físicas o jurídicas en el transcurso de actividades administrativas regidas por el derecho público (1993, p.10). A aquesta definició, sens dubte, s'hi podria adherir, en bona part, la veu Arxiu Judicial. Però, si només s'inclouen les institucions regides pel Dret Públic, quedarien excloses totes aquelles altres administracions no estatals que van desenvolupar funcions judicials, ja que per Dret Públic entenem totes aquelles branques del Dret (per exemple, el civil o el penal) en què l'Estat hi intervé com a ens dotat d'imperium. Perquè això mateix no succeeixi, proposem que en la definició d'Arxius Judicials, s'inclogui la documentació produïda per entitats públiques i, subratllem, també privades, en l'exercici de les seves funcions judicials, ja que aquestes darreres van existir al nostre país fins pràcticament el segle xix.

## Arxius judicials a l'Antic Règim
En la història de l'administració de justícia catalana podem distingir dos grans períodes. Una primera etapa que abraçaria l'ample arc cronològic de l'Antic Règim, que es remuntaria, aproximadament, al segle xi, marcat principalment per dues característiques: d'una banda, l'existència de jurisdiccions patrimonials, de caràcter reial o senyorial (laica o eclesiàstica), fruit del feudalisme medieval; i, d'altra banda, per l'absència d'una separació de poders, que deixava en les mateixes mans funcions governatives, administratives i judicials. Com diu Víctor Ferro, a Europa (incloent-hi Catalunya, òbviament) el monopoli de la justícia per part de l'Estat és un fenomen relativament recent en el temps (1987, p. 106-107). Al Principat aquesta situació es plasmava en una xarxa de tribunals inferiors o de caràcter local, representats pels veguers (o sotsveguers) i els batlles reials o senyorials, i un tribunal superior, la Reial Audiència de Catalunya (1493−1716), per bé que també podia ser un jutjat de primera instància, tal com explicarem més endavant.
Pel que fa als tribunals inferiors d'Antic Règim, poden ser il·lustratius els casos de les cúries gironines de Caldes de Malavella i de Torroella de Montgrí. El primer tribunal és de caràcter senyorial; els Moncada tenien el mer i mixt imperi de la jurisdicció de la batllia de Caldes. És un bon exemple de com el batlle posseïa funcions governamentals i administratives (gestionant les rendes d'aquest senyor) i alhora jurisdiccionals (Sales, 2008). Respecte a la Cúria de Torroella, cal dir que el batlle representava el rei i, per tant, la seva font de poder era, en aquest sentit, de diferent naturalesa. Aquesta diferència implicava, per exemple, que les apel·lacions dels litigis fossin diferents, ja que en el cas dels tribunals senyorials, abans d'arribar a la Reial Audiència, el cas havia de passar per uns tribunals intermedis d'apel·lacions, mentre que en els tribunals reials les apel·lacions es podien traslladar directament a l'Audiència (Cots, 1989). No obstant això, els dos tribunals comparteixen una característica: l'escrivà de cort, i notari alhora de la vila, era el dipositari dels registres curials. Això què vol dir? Vol dir, entre altres coses, que la documentació judicial s'ha conservat (amb una mica de sort) entre els protocols notarials d'aquests escrivans, que realitzaven una funció pública i al mateix temps privada (com a notaris). A efectes pràctics, això significa que tot aquell que busqui documentació judicial l'ha d'anar a trobar, en aquests casos, fins a les acaballes de l'Antic Règim, als fons notarials. Els arxivers simplement han estat fidels al principi de procedència, però cal que els investigadors estiguin alerta sobre aquest aspecte de la documentació judicial dels tribunals locals pre-liberals.

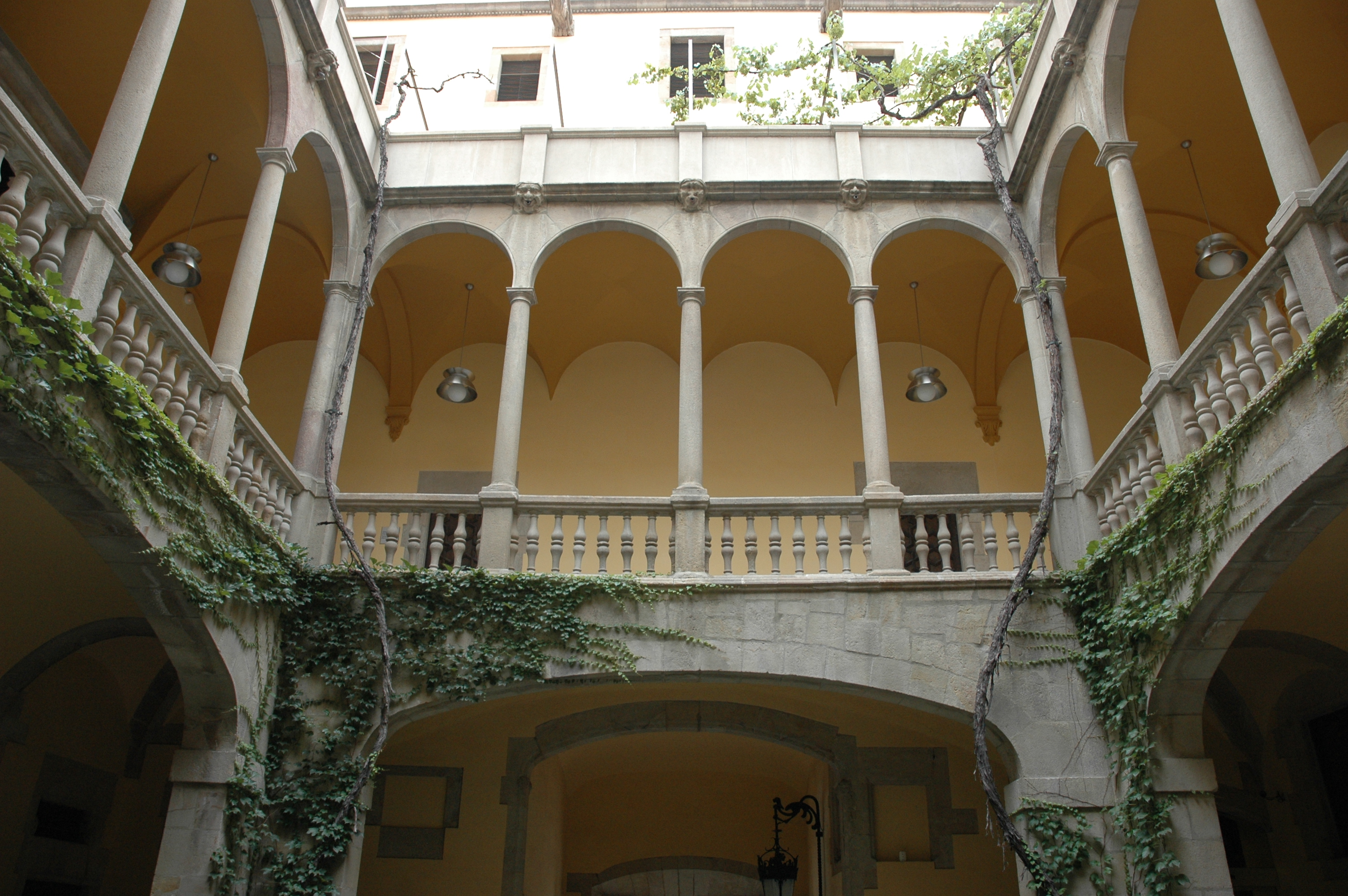
Arxiu de la Corona d'Aragó

Respecte a la Reial Audiència (en endavant RA), seria bo matisar que aquest òrgan judicial va ser el tribunal més important de Catalunya durant l'Antic Règim, no només com a tribunal d'última instància fins al Decret de Nova Planta (1716), sinó també com a tribunal de primera (un aspecte que cal incidir-hi, perquè sovint és ignorat), ja que, com exposa Víctor Ferro, el principi general que restringia l'accés en primera instància a la RA tenia múltiples excepcions (1987, p. 111-113). Pel que fa a l'arxiu de la RA, cal dir que les primeres regulacions sobre la seva gestió i personal especialitzat al seu càrrec daten d'època Baix Medieval, concretament del regnat de Pere el Cerimoniós (Larrucea i Zulueta, 1992, p. 10-15). No obstant això, la història del fons documental està marcada, com diu Maria Utgés, pels canvis d'ubicació del seu dipòsit i la manca d'espai per arxivar una documentació creixent al llarg dels segles. Uns elements que han provocat que part de la documentació generada per aquesta institució s'hagi perdut i dispersat en diferents arxius (Utgés, 1998, p.6-8). A hores d'ara, el fons es troba repartit fonamentalment en tres arxius: l'Arxiu General del Tribunal Superior de Catalunya, l'Arxiu de la Corona d'Aragó i l'Arxiu Històric de Barcelona, a conseqüència de la Guerra Civil espanyola (que també va provocar que una part de la documentació, sobretot els plets criminals, fos cremada). Aquest fet ha comportat un gran desori en la seva ordenació i catalogació, que tot just ara, després de la feina duta a terme pels arxivers durant anys, comença a veure la llum. Tot i així, la pèrdua, la dispersió i la manca d'un inventari públic de part del fons, fa que sigui difícil avui dia valorar la litigació total que va passar per la RA. Albert Cots, per exemple, s'ha aproximat a aquest punt a través del fons de Registres d'aquesta institució, els quals s'han conservat íntegrament en alguns casos, i ha obtingut uns bons resultats a partir d'ells (la informació que contenen, però, també té les seves limitacions) (1989, p.30-33). Recentment, l'Arxiu de la Corona d'Aragó i l'Arxiu Nacional de Catalunya (que va rebre una part del fons de la RA el 1997, fruit d'un acord entre els departaments de Cultura i Justícia de la Generalitat), ha posat a disposició dels usuaris un instrument de descripció informatitzat dels processos civils (no de tots, sinó d'una part), que seria bo remarcar per la utilitat que pot tenir per a futurs investigadors (Utgés, 2004, p. 7-11) (recordem que els plets de la RA poden arribar a ser un maremàgnum per la quantitat de documentació que hi poden albergar; les lletres citatòries, en aquest sentit, solen ser un bon instrument per donar un primer pas per seleccionar-los).

## Els arxius judicials a l'època contemporània
El segon gran període de l'administració de justícia catalana comença amb les Corts de Cadis (1812). El text constitucional resultant intentà abolir les jurisdiccions privilegiades i pretenia introduir la separació de poders d'inspiració francesa. A excepció del curt període del Trienni Liberal (1820-1823), però, les seves disposicions no van endagar-se definitivament fins després de la mort de Ferran VII. Tot i això, sembla que, durant la primera restauració de l'Antic Règim, els tribunals baronials i emfitèutics ja no es van restablir, i, durant la Dècada Ominosa, la jurisdicció ordinària va ser retirada als batlles del Principat, a conseqüència de l'aixecament dels "Malcontents", confiant-la, en exclusiva, als corregidors i alcaldes majors. Així doncs, alguns canvis, atribuïts erròniament a l'obra legislativa liberal, ja es van donar abans del 1833. En plena Revolució Liberal, el Reial Decret de novembre de 1834, pel que fa a la jurisdicció local, estableix definitivament aquesta situació de facto, i, pel que fa al tribunal superior, les competències de la Reial Audiència queden limitades a les apel·lacions procedents del territori que se li havia delimitat prèviament (Cots, 1989, p.26-30). L'ordenament jurídic posterior, a grans trets, no canvia substancialment fins al període democràtic actual (el principal canvi que es dona després del franquisme és la nova manera d'entendre els arxius, és a dir, com un bé d'interès general i un instrument a favor de la democràcia). Això no impedeix que en dictadures precedents no es creessin tribunals "extraordinaris", que vulneraven els drets fonamentals de les persones, com, per exemple, els de responsabilitats polítiques posteriors a la Guerra Civil (Mir, 1997).

## Els arxius judicials en l'actualitat
El 1988, una vegada transcorreguda la Transició, es dona un altre fet important en la història de l'administració de justícia, ja que l'Audiència Territorial, el successor de l'antiga Reial Audiència, queda suprimida i les seves competències traslladades a les audiències provincials i als tribunals superiors de justícia. El 1990 també és una altra data a recordar, perquè suposa l'assumpció en funcions de provisió de mitjans materials i econòmics, fins aleshores competència de l'Estat central, per part del Departament de Justícia de la Generalitat de Catalunya, cosa que comportarà canvis importants en l'estructura d'arxius judicials del moment, tal com explicarem a continuació (Gayán, Palomar i Rodríguez, 1998, p. 1-3; Palomar, Saball i Quílez, 2005, p. 285-319).
No fa molts anys Xavier Gayán i Lluïsa Rodríguez denunciaven el deplorable estat dels arxius judicials actuals (Gayán i Rodríguez, 1997, p. 43-47). La manca d'un marc legal adequat i la poca cura que s'havia tingut d'ells, era alguna de les causes apuntades per aquests autors del poc interès que la historiografia espanyola havia mostrat fins aleshores envers una documentació d'indubtable valor sociohistòric. Per contra, aquests arxivers exposaven com a França i el Quebec s'havien donat importants passes en aquest sentit, i presentaven aquests dos països com un model a seguir. Des del 1997, l'any de publicació d'aquest article, s'ha millorat la gestió i accés a aquesta documentació antiga (però recent) des dels arxius comarcals, provincials o l'Arxiu General del Tribunal Superior de Barcelona, i també s'ha evitat expurgacions indiscriminades com malauradament havia succeït en el passat. Com hem comentat anteriorment, l'any 1990 el Departament de Justícia comença a assumir una sèrie de competències amb relació a l'administració de justícia, i el 1991, des de Barcelona, i sota la coordinació de l'Arxiu Central del Departament de Justícia, s'intenta posar fre a la situació caòtica en què estaven immersos els arxius judicials actuals. D'aquesta manera, es comença a elaborar una base de dades de descripció i préstec de la documentació, un calendari de conservació i transferències de la documentació als arxius històrics, i unes taules d'accés, així com quadres de classificació, dels Jutjats de Barcelona (Gayán, Palomar i Rodríguez, 1998, p. 1-3). Aquesta va ser la primera pedra, i el referent, d'un edifici més gran que s'ha anat construint des d'aleshores i que el Sistema d'Arxius Judicials de Catalunya (SAJC) ha acabat de consolidar. El 2005 la Xarxa d'Arxius Judicials de Catalunya disposava ja de 24 unitats d'arxiu distribuïdes en 6 demarcacions judicials, dirigides o/i integrades per 30 tècnics arxivers. Tot i això, malgrat que s'ha avançat molt des d'aleshores, Bibiana Palomar, Ramon Saball i Julio Luis Quílez, en un article publicat a la revista Lligall l'any 2005, expressaven quins eren els nous reptes de la SAJC, els quals giraven al voltant de certs canvis tecnològics i organitzatius impulsats en l'àmbit de l'Administració de Justícia.